# Duse Nacaratti
Duse Nacaratti (22 tháng 6 năm 1942 – 23 tháng 7 năm 2009) là một nữ diễn viên và diễn viên hài người Brazil, được biết đến với vai trò trong các bộ phim, sản xuất sân khấu và telenigsas. Bà được các diễn viên có biệt danh là "Soberana da comédia".

## Tiểu sử
Nacaratti được sinh ra ở Cataguase, Minas Gerais, vào ngày 22 tháng 6 năm 1942.
Nhiều tác phẩm sân khấu trong đó Nacaratti xuất hiện trong sự nghiệp của bà được viết bởi nhà viết kịch và nhà viết kịch, Nelson Coleues. Bà xuất hiện trong hai sản phẩm của Beijo no asfalto vào năm 1967 và 2001. Nacaratti sau đó xuất hiện đối diện với nữ diễn viên Malu Mader trong "Vestido de noiva" (Váy cưới). Buổi biểu diễn sân khấu cuối cùng của Nacaratti là trong tác phẩm A falecida năm 2008, được đạo diễn João Fonseca và được viết bởi nhà viết kịch Nelson Coleues.
Các lần diễn xuất của Nacaratti bao gồm O grande mentecapto vào năm 1989, Romance de empregada năm 1988, Com licença, eu vou à luta năm 1986 và Bete balanço năm 1984. Bộ phim cuối cùng của bà là Elvis & Madona năm 2008.
Phim truyền hình của Nacaratti bao gồm bộ phận trong Brava gente, Site Picapau Vàng và Chico Anysio Hiện bộ phim truyền hình. Những màn trình diễn đáng chú ý khác bao gồm Corpo a corpo năm 1984, Sol de verão năm 1982, Cambalacho năm 1986 và Desejos de mulher năm 2002. Vai diễn truyền hình cuối cùng của Nacaratti là trong bộ phim truyền hình năm 2008, Negócio da China (Kinh doanh tại Trung Quốc) trong đó bà đóng vai Tia Saudade.
Duse Nacaratti qua đời vì suy hô hấp vào ngày 23 tháng 7 năm 2009, khoảng 9 giờ sáng tại Bệnh viện Ipanema Plus ở miền nam Rio de Janeiro, Brazil, ở tuổi 67.